# Новозеландска национална партия
Новозеландската национална партия (на английски: New Zealand National Party) е дясноцентристка либералноконсервативна политическа партия в Нова Зеландия.
Основана е през 1936 година с обединението на двете водещи партии от началото на 20 век – либералната Обединена партия и консервативната Реформистка партия. Националната партия става основната дясна партия в Нова Зеландия и основният опонент на Новозеландската лейбъристка партия. Доминираща партия в страната, тя оглавява правителството през общо 37 години от втората половина на 20 век. Изгубила изборите през 1999 година, тя се връща на власт през 2008 година, начело с Джон Кей.
На изборите през 2011 година Националната партия подобрява резултата си, като получава 48% от гласовете, и макар че няма абсолютно мнозинство се очаква да продължи да управлява с подкрепата на по-малки десни и центристки партии.